# Legno
Il legno è il tessuto vegetale che costituisce il fusto delle piante aventi crescita secondaria (albero, arbusto, liana ed alcune erbe).
Il legno è formato dalle pareti cellulari di cellule vegetali morte. I principali componenti del legno sono tre: La “cellulosa”, una fibra (cioè un polimero di natura polisaccaridica di unità ripetute di Beta(1->4)cellobiosio); le emicellulose, dei saccaridi con funzione di unire tra di loro più microfibrille (più filamenti lineari di cellulosa, in genere da 18 a 24) di cellulosa in modo da formare una struttura unica; la lignina (una struttura costituita da polimeri di fenoli, quali: alcol sinapilico, alcol cumarilico, alcol coniferilico)

## Descrizione
Le piante perenni sono caratterizzate dalla presenza di fusto e rami che crescono concentricamente verso l'esterno di anno in anno e dall'avere i tessuti composti essenzialmente da cellulosa, emicellulosa e lignina.
Il legno può avere diversi nomi, a seconda dell'uso a cui è destinato: 
- legna se fornisce combustibile
- legname da lavoro, costruzione, se indirizzato verso tali impieghi.[3]

Il legno è prodotto dalla pianta come elemento strutturale, dalle ottime caratteristiche di robustezza e resistenza, ed è per questo impiegato dall'uomo. 
Una volta tagliato, stagionato ed essiccato, il legno è destinato ad un'ampia varietà di utilizzi:
- Può essere lavorato e scolpito con appositi utensili
- È stato un importante materiale da costruzione fin dalle origini dell'umanità, quando l'uomo iniziò a costruirsi i propri ripari e tuttora in uso
- È impiegato come combustibile per il riscaldamento e la cucina
- È impiegato per la produzione della carta, tramite la produzione di polpa di cellulosa, avendo sostituito nell'era industriale il cotone o altre piante, più ricche di cellulosa ma meno abbondanti e quindi meno adatte ai nuovi regimi di produzione.

Il legno è commercialmente classificato in tenero e duro. Il legno derivato dalle conifere (per esempio il pino o l'abete) è di tipo tenero, il legno delle angiosperme (ontano, quercia, noce) è duro. In realtà questa suddivisione può essere fuorviante, poiché alcuni legni duri sono più teneri di quelli definiti teneri, per esempio la balsa, mentre alcuni teneri sono più duri dei duri, per esempio il tasso. Questa distinzione deriva dalla nomenclatura inglese che definisce il legno delle conifere "softwood" e quello delle latifoglie "hardwood", ma la traduzione in legno tenero e legno duro è un errore di ipercorrettismo, visto che le due parole inglesi stanno a significare semplicemente - e rispettivamente - (legno di) conifere e latifoglie.
Il legno proveniente da specie differenti ha diverso colore, diversa densità e diverse caratteristiche della venatura.
A causa di queste differenze e ai differenti tassi di crescita, i differenti tipi di legno presentano differenti qualità e valore.
Per esempio il mogano vero (Swiestenia mahogani), denso e scuro, è ottimo per gli intarsi e le finiture raffinate, mentre la balsa, leggera, soffice, dalla consistenza spugnosa facilmente intagliabile, è usato nella realizzazione di modellini.
I nemici naturali del legno sono i funghi e gli insetti.

## Struttura

Struttura del legno:
1. Midollo
2. Anelli di crescita
3. Legno/xilema (durame e alburno)
4. Cambio
5. Floema
6. Corteccia esterna

Tutte le piante legnose (alberi, arbusti, liane e alcune erbe) sono caratterizzati dall'avere "crescita secondaria" ossia la crescita in senso radiale contemporaneamente allo sviluppo, deponendo uno "strato" di nuovo legno tra il vecchio legno e la corteccia. Il tessuto meristimatico che è incaricato di formare il nuovo strato di legno è chiamato cambio.
Nei climi temperati viene formato un nuovo strato di legno ogni anno e in sezione trasversale si osserva una serie di anelli concentrici identificabili perché caratterizzati da una parte chiara e da una parte più scura che ne determina il confine. Nei climi temperati, infatti, la crescita non è continua (come invece avviene nei climi tropicali) ed avviene solo nei periodi vegetativi della pianta. Il periodo vegetativo, nei climi temperati, comincia in primavera e nelle piante legnose si ha la formazione della prima parte dell'anello (solitamente più chiara e meno densa) che viene anche chiamata "legno primaticcio". Ha la principale funzione di condurre l'acqua dalle radici alla foglia per fornire sufficiente risorse alla chioma che si sta sviluppando. Durante l'estate, invece, si forma un legno più denso, con condotti (vasi per le angiosperme, tracheidi per le conifere) più piccoli e caratterizzato da un tessuto più denso (e dal colore più scuro). Questo tessuto non ha più come funzione principale la conduzione ma il sostegno meccanico del fusto della pianta.
Nei pini del genere Strobus non c'è molto contrasto tra le parti e il legno è molto uniforme e facile da lavorare. Nel genere Pinus il legno tardivo è più scuro ed è evidente il contrasto con il legno primaverile. Nel legno con porosità ad anello, ogni crescita stagionale è ben definita, poiché i grandi pori del tessuto primaverile spiccano rispetto al tessuto autunnale.
Nel legno a pori diffusi, la demarcazione è spesso poco chiara e in alcuni casi invisibile ad occhio nudo.
La struttura delle latifoglie è più complessa, poiché includono ampi vasi, in alcuni casi (ontano, castagno, frassino) larghi e separati, in altri (salice, pioppo) molto piccoli e distinguibili con l'aiuto di una lente. Questo tipo di legno è classificato in due categorie: a porosità ad anello e a porosità diffusa.
Nelle specie con porosità ad anello come frassino, castagno, olmo, gelso e ontano, i grandi vasi o pori (come sono detti i vasi visti in sezione) sono situati nella parte di legno formatasi in primavera, costituendo una regione di tessuto più o meno porosa.
La zona estiva contiene pochi vasi e una maggiore porzione di fibre di legno, che al contrario dei vasi danno la durezza e la resistenza al materiale. Nel legno a porosità diffusa i vasi sono dispersi per tutto l'anello di crescita. Esempi di questo tipo sono la betulla, l'acero, il pioppo e il salice. Alcune specie come il noce e il ciliegio hanno caratteristiche intermedie e costituiscono un gruppo a parte.
Se un legno di pino duro viene confrontato con un esemplare più leggero, si può notare come nel legno duro sia presente una maggiore quantità di legno tardivo, ed è di aspetto più scuro. In tutte le specie il legno tardivo è più denso di quello precoce, per cui maggiore è la sua quantità, maggiore è la densità e la resistenza del legno. Osservato al microscopio il legno estivo mostra cellule con una parete molto spessa e una piccola cavità interna, mentre quello precoce ha pareti sottili e ampie cavità. E la resistenza è data dalle pareti, non dalle cavità.
Dovendo scegliere un legno di pino per avere resistenza o rigidezza, l'elemento da considerare è il rapporto tra legno tardivo e legno precoce. Lo spessore degli anelli non è tanto importante quanto l'abbondanza di legno tardivo. Non solo la proporzione è importante ma anche la quantità totale. In esemplari con una abbondante porzione di legno tardivo è evidente anche una maggiore porosità, e per questo può costituire una massa minore rispetto ad una porzione minore ma più densa. La stima visiva della resistenza deve tenere conto anche della densità.

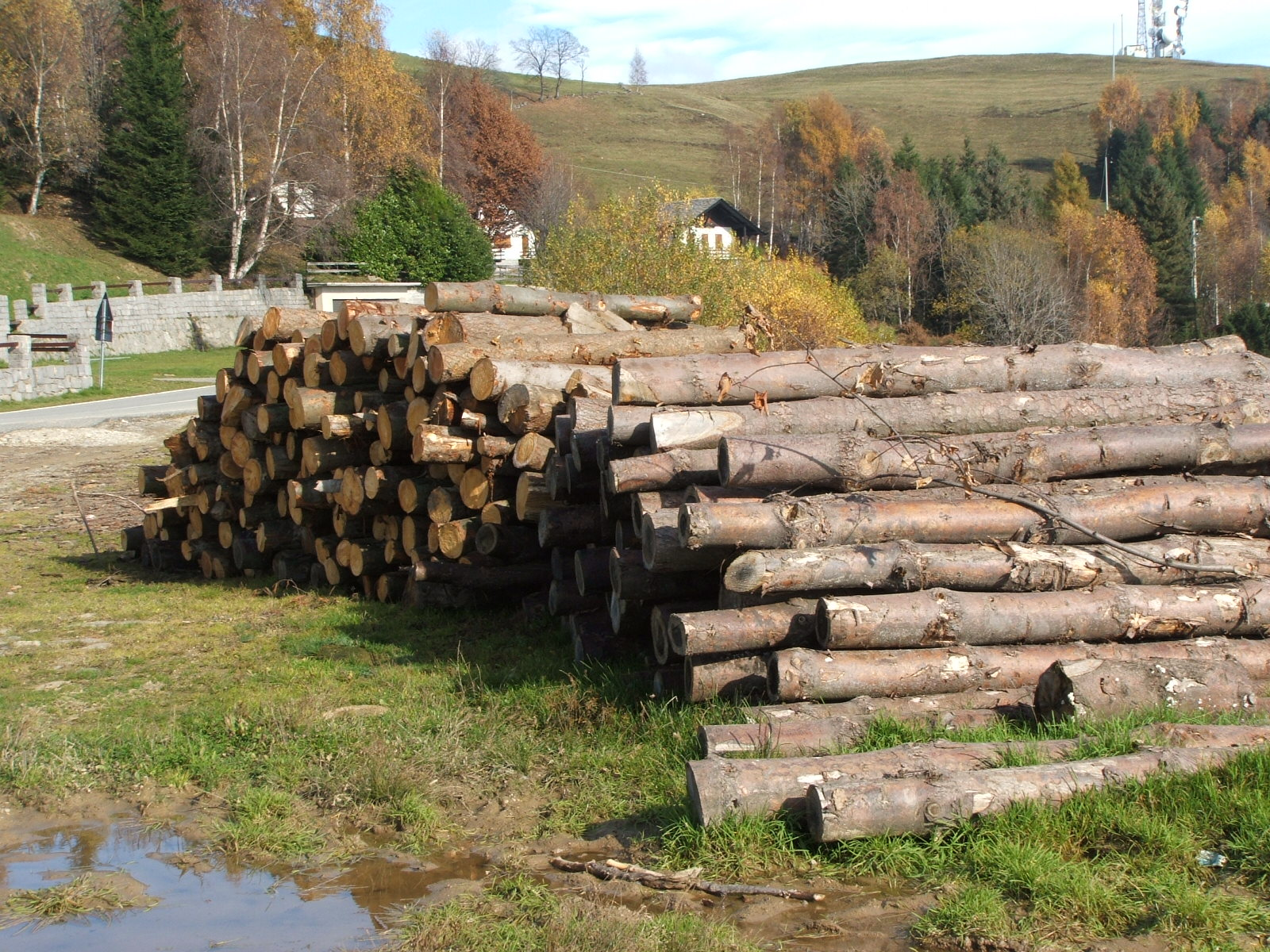
Tronchi di alberi provenienti dai boschi delle alture di Biella, in Piemonte

Non c'è una spiegazione univoca del motivo alla base della formazione dei due tipi di legno, molti fattori entrano in gioco.

Nelle conifere, il tasso di crescita da solo non giustifica la proporzione tra le parti dell'anello; in alcuni casi il legno a crescita lenta è più duro e denso, in altri è vero l'opposto.
La qualità del luogo nel quale l'albero è cresciuto incidono sulle proprietà del legno, anche se non è possibile stabilire una regola generale. Si può grossomodo dire che se occorre resistenza e lavorabilità è preferibile utilizzare legno a moderata o lenta crescita, ma nella scelta di uno specifico esemplare non si deve guardare lo spessore degli anelli, ma la proporzione tra legno precoce e tardivo e le caratteristiche di quest'ultimo.
Nel caso del legno duro con porosità ad anello sembra esistere una relazione tra il tasso di crescita e le proprietà del legname, riassumibile nell'affermazione che maggiore è la velocità di crescita o maggiore è lo spessore degli anelli, maggiore è la densità, la durezza e la rigidità. Questo è però valido solo per il legno con porosità ad anello, come l'ontano e altre specie, ed esistono naturalmente delle eccezioni e limitazioni. Il legno con porosità ad anello di crescita sana, le fibre con pareti spesse e robuste sono più abbondanti nella porzione intermedia del tronco.
Con la diminuzione del lume dei vasi, anche la porzione intermedia si riduce in maniera tale che una crescita lenta produce un legno più leggero, composto da pareti sottili e parenchima. Nell'ontano di buona qualità questi vasi occupano dal 6 al 10% del volume del tronco, mentre nel materiale di inferiore qualità si può arrivare al 25% e oltre. Il legno tardivo di ontano di buon livello, ad esclusione di zone grigie dovute a piccoli pori, è di colore scuro, solido ed è costituito per metà o più da fibre con parete spessa. Il legno tardivo di ontano di bassa qualità, l'area di queste fibre è molto minore in quantità e qualità. Questa differenza è in larga misura dovuta ad un diverso tasso di crescita.
Il legno con ampi anelli è anche detto di seconda crescita, poiché a causa dell'abbattimento dei vecchi alberi circostanti, il giovane albero cresce più rapidamente che se fosse rimasto in mezzo alla foresta. Questo tipo di legno è preferito nella costruzione di manufatti dove sia importante la resistenza, per esempio nei manici e nei raggi delle ruote in legno, dove è importante non solo la resistenza ma anche la durezza e la resilienza.

### Durame e alburno

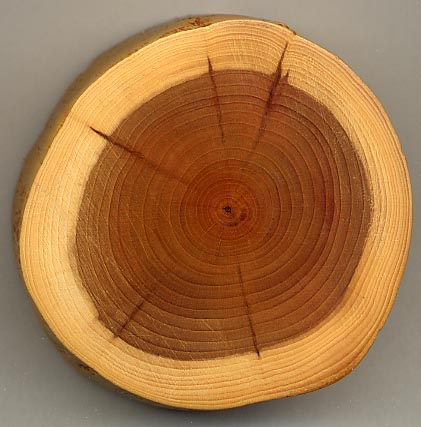
Sezione di un ramo di tasso con ben evidenziati il più chiaro alburno esterno e il più scuro durame all'interno.

Osservando la parte terminale di un tronco tagliato in sezione trasversale si può vedere una zona centrale di colore scuro, il durame, circondata da una fascia più chiara, l'alburno. In certi casi questo contrasto è particolarmente marcato, mentre in altri è così scarso che non è semplice definire esattamente il limite tra le due parti (indifferenziato)
L'alburno fresco è sempre di colore chiaro, a volte bianco (da cui il nome italiano, dal latino alburnum, da albus, "bianco") ma più spesso con una sfumatura di giallo o bruno.
È costituito da legno nuovo cioè formato da un cambio giovane, in cui sono presenti all'interno le cellule vive dell'albero in crescita (parenchimatiche, epiteliali, ecc.). Tutto il legno è inizialmente alburno, con l'età e la crescita della pianta il legno più interno e prossimo alla base si duramifica, cessa la conduzione, scompaiono le sostanze di riserva che vengono traslocate o trasformate, possono comparire sostanze duramificanti atte a preservare il legno dalla decomposizione, avvengono modifiche anatomiche come tille o punteggiature aspirate ma non varia la lignificazione dato che le cellule lignificate erano già andate incontro a morte dopo la trasformazione in cellule di conduzione.
Sulla differenziazione di colore tra durame e alburno può influire anche la natura del terreno sul quale è fatta crescere la pianta (fenomeno molto evidente per l'albero di noce) poiché i componenti chimici del suolo (ad esempio quelli di derivazione organica animale come i liquami stagnanti) accentuano maggiormente la marcatura del durame sull'alburno.
La funzione principale dell'alburno è di trasportare l'acqua dalle radici alle foglie e di immagazzinare o restituire, a seconda della stagione, la linfa grezza sintetizzata nelle foglie. Maggiore è la quantità di foglie, maggiore è il tasso di crescita della pianta e maggiore è il volume di alburno necessario. Per questo gli alberi che crescono in spazi aperti e hanno più luce a disposizione, hanno più alburno (relativamente al raggio totale del tronco) rispetto ad un albero della stessa specie che cresca in una densa foresta.
Gli alberi isolati possono raggiungere dimensioni notevoli in alcune specie, più di 30 cm in diametro per il pino, prima che inizi la formazione del durame.
Con la crescita in età e in diametro dell'albero, la porzione più interna dell'alburno cessa di funzionare man mano che le cellule muoiono. Questa zona inerte, morta, è chiamata durame.
In alcune specie la formazione del durame inizia presto e per questo hanno un sottile strato di alburno: Castagno, gelso, sassofrasso; In altre il processo inizia tardivamente e l'alburno è più spesso: acero, betulla, faggio, pino.
Non c'è una relazione precisa tra la crescita annuale degli anelli e la quantità di alburno. Nell'ambito di una specie la superficie della sezione dell'alburno è solo molto approssimativamente in proporzione con la dimensione del tronco.
Se gli anelli sono fitti, ne è richiesto un numero maggiore che se fossero più allargati. Quando un albero cresce l'alburno aumenta in spessore oppure volume. Lo spessore relativo è maggiore nelle parti più alte del tronco, per il fatto che il diametro totale è minore rispetto alla base e perché le parti alte sono più giovani. Importante ricordare che per gli impieghi industriali del legno e in particolare nel settore mobili/arredamento è preferibile utilizzare (per quanto possibile) il durame (massello). Infatti il durame rispetto all'alburno dello stesso tipo di legno ha caratteristiche tecnologiche qualitativamente migliori: maggiore durezza, maggiore stabilità, maggiore resistenza all'azione di organismi vegetali e animali(muffe, funghi, insetti xilofagi), maggiore livello di finitura delle superfici.
Un albero giovanissimo è coperto di rametti pressoché ovunque, ma nella crescita i più vecchi muoiono e cadono. La crescita successiva copre gli abbozzi che rimangono come nodi. Per quanto liscio possa essere esternamente un tronco, presenterà più o meno nodi al suo interno. Per questo motivo l'alburno di un albero vecchio, e specialmente di foresta, ha meno nodi rispetto al durame. Poiché in molti utilizzi i nodi sono considerati un difetto, ne consegue che l'alburno è migliore da questo punto di vista. È interessante notare che il durame centrale di vecchi alberi può rimanere sano anche per centinaia o in alcuni casi migliaia di anni.
Ogni ramo o radice rotta o ferita causata dal fuoco, dagli insetti o caduta del legname può costituire un punto di inizio del processo di degrado che, una volta iniziato può penetrare fino a raggiungere ogni parte del tronco. Le larve di diversi insetti scavano l'interno degli alberi e i canali lasciati permangono e sono ulteriore fonte di malattie. L'alburno è più protetto da questi problemi per il solo fatto di essere più giovane e più esterno.
Se un albero cresce per tutta la sua vita in posizione isolata e in condizioni costanti di suolo e ambiente, la massima velocità di crescita si ha in giovane età, dopodiché decresce progressivamente. Gli anelli di crescita sono per molti anni ampi, poi si infittiscono sempre più. Poiché ogni anello è stratificato sul precedente, a meno che l'albero aumenti la produzione di materiale, ne consegue che ogni anello più esterno deve essere più sottile. Quando un albero raggiunge la maturità la produzione annuale di legno diminuisce, riducendo ulteriormente lo spessore degli anelli esterni.
Nel caso di alberi di foresta molto dipende dalla competizione tra gli esemplari per la luce e il nutrimento, e si possono avere periodi alternati di crescita lenta e veloce. Alcuni alberi come gli ontani possono mantenere uno spessore degli anelli uniforme per centinaia di anni, anche se al crescere del diametro si ha comunque una certa riduzione dello spessore.
Si ha una marcata differenza nella venatura tra durame e alburno ricavati da grandi alberi, in particolare se nella maturità. In alcuni alberi il legno deposto in tarda età è più tenero, leggero, meno resistente e con un disegno più evidente di quello prodotto inizialmente, mentre in altre specie si ha l'opposto. In un grosso tronco l'alburno, in conseguenza delle condizioni ambientali presenti nel periodo in cui si è sviluppato, può avere caratteristiche inferiori per durezza, resistenza e rigidità rispetto al durame sano dello stesso albero.

### I nodi

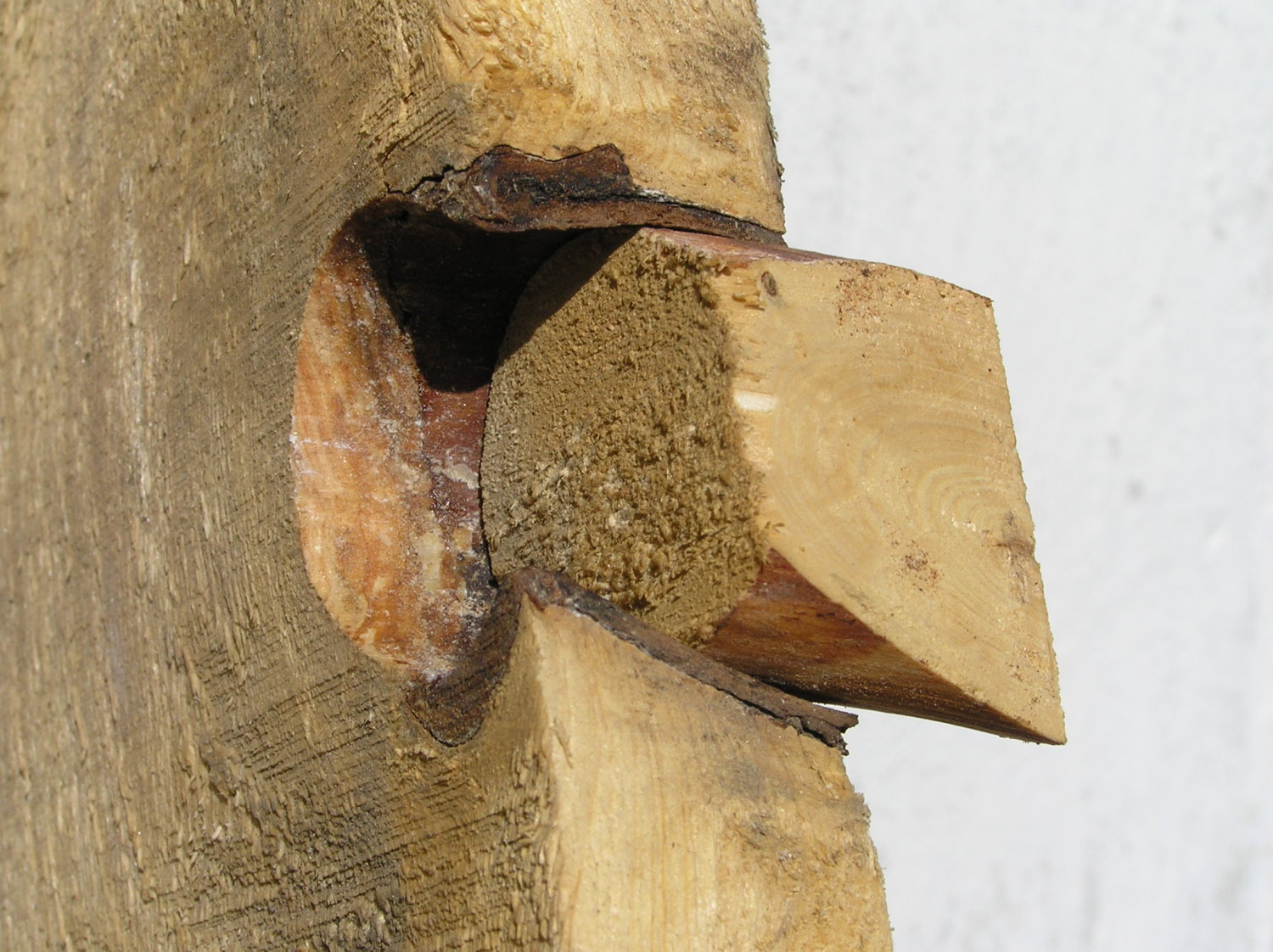
Un nodo in un legno di abete rosso.

I nodi sono un prolungamento di un ramo, all'interno del fusto o di un ramo più grande. I rami si sviluppano partendo dal midollo, la parte centrale del fusto, e aumentano la loro dimensione aggiungendo ogni anno un anello di legno, che è la continuazione del corrispondente anello del fusto. La porzione inclusa ha una forma conica-irregolare, con la punta in corrispondenza del midollo e le fibre poste ad angolo retto oppure oblique rispetto a quelle del fusto e con queste intrecciate.
Durante lo sviluppo dell'albero, la maggior parte degli strati (specialmente quelli più interni) muoiono, ma rimangono integri per anni. Gli strati successivi non sono intimamente legati con gli strati morti, ma vi crescono sopra, avvolgendoli; ne consegue che quando un ramo si secca lascia nodi che sono come un tappo in un buco, e facilmente si staccano quando il legno viene segato.
Si riconoscono tre tipologie di nodi:
- nodi sani, perfettamente aderenti;
- nodi cadenti;
- nodi morti, nel caso la parte di ramo rimasta nel fusto abbia subito un attacco da parte di funghi.

Nella classificazione del legname i nodi sono stimati in base alla forma, la dimensione, il colore, l'integrità e la fermezza con cui rimangono in sede.
La presenza dei nodi influisce sulla resistenza alla bluttura, sulla deformabilità, sulla facilità di lavorazione e la tendenza alla formazione di fessure. Sono difetti che in genere riducono la qualità del legname e ne abbassano il valore ove sia impiegato come materiale strutturale e sia importante la resistenza. L'indebolimento del legno è ancora più indesiderato dove siano presenti importanti sforzi meccanici di trazione o compressione. L'influenza dei nodi sulla resistenza di una struttura come una trave dipende dalla loro posizione, dimensione, numero, direzione delle fibre e consistenza. Un nodo presente nella parte superiore viene compresso mentre nella parte inferiore è soggetto a tensione.
La presenza di piccoli nodi lungo la linea di tensione nulla della trave può anche incrementare la resistenza, prevenendo la fessurazione longitudinale. I nodi posti al centro, ad un quarto dell'altezza della trave non sono un problema serio, così come quelli presenti alle estremità. I nodi integri non invalidano il legno quando sottoposti a sforzi compressivi paralleli al senso delle fibre.
Sulle tavole e pannelli i nodi non sono dannosi se decorrono nel senso della lunghezza con un certo angolo rispetto alla superficie maggiore. I nodi non influiscono sulla rigidità del legname strutturale. Solamente i difetti più importanti possono incidere sul limite di elasticità di una trave. Rigidità ed elasticità dipendono maggiormente dalla qualità delle fibre del legno piuttosto che dai difetti. L'effetto dei nodi è quello di ridurre la differenza tra la tensione delle fibre al limite elastico e il modulo di Young di rottura della trave. La forza di rottura è invece molto influenzata dai difetti. A definire la pericolosità di un nodo contribuisce fortemente il rapporto tra la dimensione del nodo, indicata come diametro, e la dimensione della faccia su cui insiste, oltre che la sezione anatomica in esso presente.
Per particolari applicazioni, per esempio pannelli a vista, la presenza dei nodi è positiva poiché dona al legno un aspetto estetico più variegato e interessante.
Per i tronchi, per esempio quelli di noce da legno, la presenza di nodi può rappresentare un non trascurabile motivo di deprezzamento qualora si debba procedere alla laminazione per utilizzarne i fogli per impiallacciatura, in quanto la porzione corrispondente all'inserimento del nodo tende, nella lavorazione, a staccarsi.

### Legno di reazione
Il legno di reazione è prodotto dalla pianta quando il fusto è sottoposto a particolari e prolungate sollecitazioni meccaniche oppure a gravità. La formazione di questo tipo particolare di legno è necessario alla pianta per controbilanciare le forze che deviano il portamento del fusto da una posizione eretta. Si conoscono due tipi di legno di reazione: legno di compressione nelle conifere e legno di tensione nelle latifoglie.

## Colore
| 1  | 2  | 3  | 4  |
| 5  | 6  | 7  | 8  |
| 9  | 10 | 11 | 12 |
| 13 | 14 | 15 | 16 |

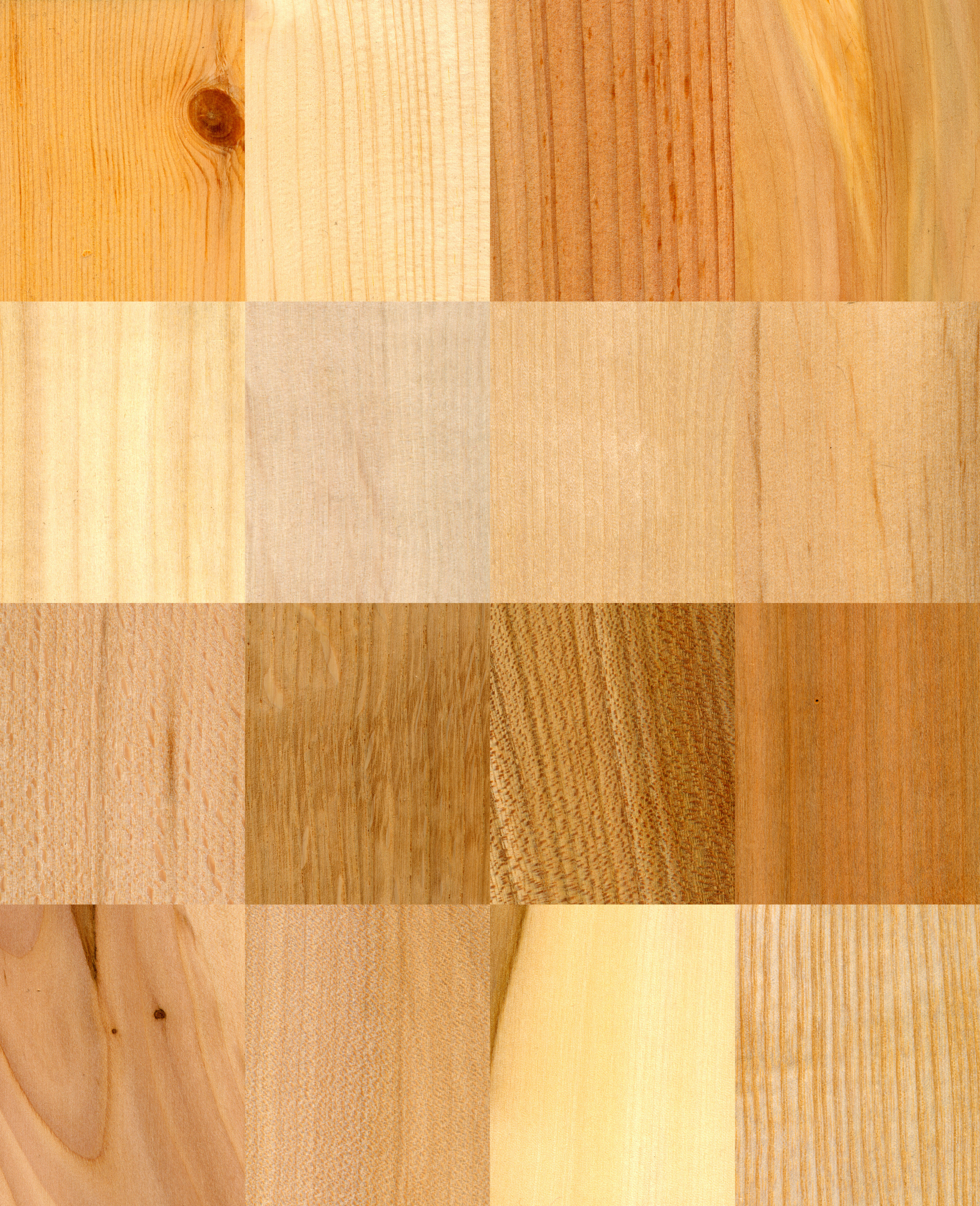
Esempi di legno:
1 Pinus sylvestris (pino silvestre)
2 Picea abies (abete rosso)
3 Larix decidua (larice comune)
4 Juniperus communis (ginepro comune)
5 Populus tremula (pioppo tremulo)
6 Carpinus betulus (carpino bianco)
7 Betula pubescens
8 Alnus glutinosa (ontano nero)
9 Fagus sylvatica (faggio)
10 Quercus robur (quercia)
11Ulmus glabra (olmo montano)
12Prunus avium (ciliegio)
13 Pyrus communis (pero comune)
14 Acer platanoides (acero riccio)
15 Tilia cordata (tiglio selvatico)
16 Fraxinus excelsior (frassino maggiore)

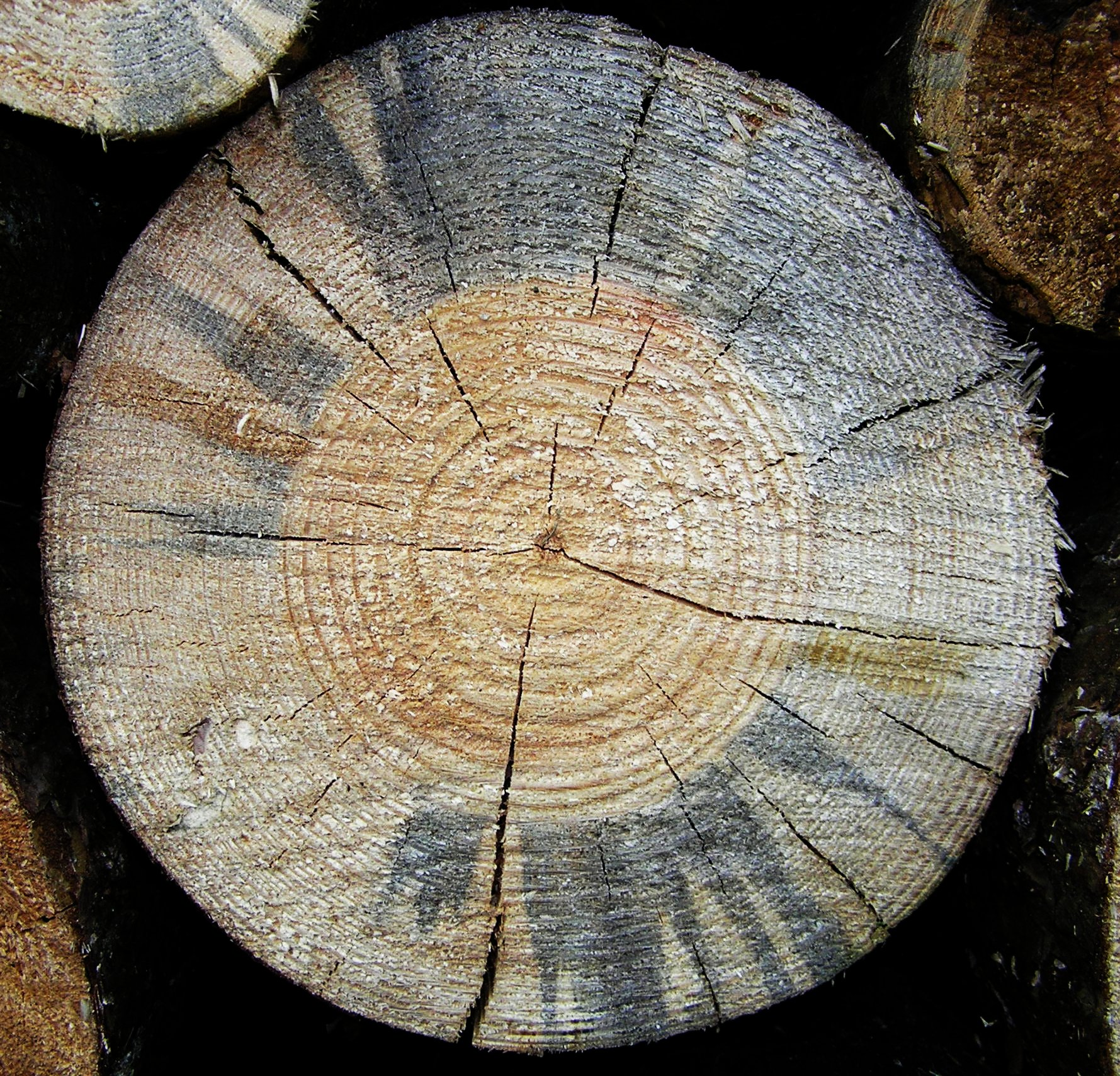
Colorazione bluastra di un legno di pino silvestre.

Nelle specie con evidente distinzione tra durame e alburno il colore del primo è normalmente più scuro del secondo e il contrasto è spesso notevole. Il colore è dovuto al deposito di diversi materiali risultanti dal processo di crescita, dall'ossidazione e altre reazioni chimiche e comunque non ha influenza sulle proprietà meccaniche del legno. Alcuni studi su legname molto resinoso di pino hanno mostrato un aumento di resistenza, probabilmente per la presenza della resina nel legno secco.
Le strutture realizzate con legno resinoso sono meno attaccabili dal marciume e dalle termiti, ma per contro sono maggiormente infiammabili; ceppi di vecchi pini sono scavati, tagliati in piccoli pezzi, venduti e utilizzati per accendere il fuoco. Il legno di abete rosso impregnato di resina ed essiccato presenta un consistente incremento di resistenza.
Poiché il legno formato più tardivamente è di solito più scuro di quello giovane, è possibile valutare da questo la densità e quindi la durezza e la resistenza del materiale, in particolare per il legno di conifere. Nel legno con porosità ad anello i vasi del legno giovane spesso appaiono sulla superficie finita con un colore più scuro rispetto al legno più vecchio e denso, mentre nelle sezioni trasversali di durame è comune il fenomeno inverso. A differenza di questi casi il colore del legno non è indice di durezza.
Una anormale perdita di colore del legno denota una condizione di possibile malessere della pianta, come attacchi di insetti, o altri animali. Il semplice scolorimento può essere prodotto da una ferita, che non ha influenza comunque sulle caratteristiche del legno. Certi agenti induttori della putrefazione come i funghi impartiscono un colore che è spesso sintomatico della malattia.
La macchiatura della linfa è dovuta alla crescita di funghi, ma che non necessariamente portano ad uno stato di malattia.

## Contenuto di acqua

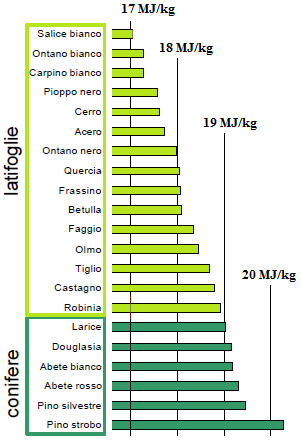
Il potere calorifico superiore del legno dipende al massimo per il 15% dalla specie della pianta: il cambiamento è notevolmente influenzato dalla quantità d'acqua

L'acqua è presente nel legno vivo in due forme principali:
1. nella parete cellulare (acqua di saturazione);
2. libera nelle cavità dei tessuti (acqua di imbibizione);

Il legno fresco può contenere una umidità anche superiore al 100% del proprio peso secco. Il 30% è definito come il punto di saturazione delle fibre (PSF), è un valore formale che tiene conto del fatto che questo valore è in realtà compreso tra il 25 e il 40% a seconda della specie e, principalmente ma non solo, della densità. Il PSF corrisponde all'umidità percentuale del legno per la quale tutti i condotti cellulari (lumi) sono vuoti ma le pareti cellulari sono sature d'acqua. Ciò significa che non ne possono contenere altra al proprio interno e quindi l'acqua in più si riversa nei condotti cellulari. 
Al di sopra del PSF oltre l'acqua di saturazione vi è anche acqua libera; al di sotto vi è solo acqua di saturazione. Il legno essiccato all'aria contiene ancora il 12%-16% di umidità. L'umidità del legno asciugato in essiccatoio può essere invece portata a valori più bassi (anche fino al 6-8%).
Ponendo il legno in ambiente saturo di umidità, ma evitando il contatto con l'acqua allo stato liquido, si raggiunge la condizione di saturazione delle fibre.
Il legno è un materiale igroscopico, l'acqua può legarsi ad esso sotto forma di vapore che interagisce con la parete cellulare o in forma liquida che scorre nei lumen cellulari. Soltanto la prima influenza significativamente le proprietà del legname. 
L'eliminazione dal tessuto legnoso dell'acqua libera non crea nessuna modifica nel tessuto se non un evidente calo di peso, l'eliminazione dell'acqua legata alle pareti cellulari (essiccazione del legname o stagionatura) crea delle deformazioni e ritiri del legno.
Il contenuto d'acqua del legno viene espresso come rapporto tra la differenza del peso del legno umido e del legno secco, diviso il peso di legno secco. Un semplice metodo detto gravimetrico per misurare il contenuto di umidità consiste nel pesare un campione mu, essiccarlo in stufa a 103±3 °C per un certo tempo oltre il quale il peso diventa circa costante ms e ripesarlo: vale la relazione {\displaystyle w_{H_{2}O}=(m_{u}-m_{s})/m_{s}}. Il valore del contenuto di umidità del legno può quindi essere pari o superiore al 100% qualora almeno metà del peso di un campione di legno sia dovuto all'acqua in esso contenuta.
Si può misurare anche il massimo contenuto d'acqua del legno, eseguendo la misura di contenuto di umidità del legno su un campione immerso in acqua sino a peso costante.
Il massimo contenuto d'umidità del legno può essere inoltre usato come un indice dello stato di degrado di un elemento ligneo. Infatti al crescere del degrado delle cellule il contenuto d'acqua, soprattutto di imbibizione, tende ad aumentare e quindi si può stimare il livello di degrado in funzione del contenuto massimo di umidità del legno. Nel caso del legno archeologico bagnato (o immerso) si sono riscontrati valori di contenuto massimo di umidità anche superiori al 600%, indice di un quasi totale degrado della parete cellulare del legno.
L'effetto dell'acqua nel legno è di rendere questo più soffice e flessibile, in modo simile all'effetto che si può osservare sulla carta e sul panno. Entro certi limiti l'effetto ammorbidente aumenta con l'aumentare del contenuto in acqua.

L'essiccazione causa un notevole aumento della resistenza del legno, in modo particolare in alcune specie. Un esempio estremo è l'abete rosso, in cui un blocco di 5 cm secco sopporta quattro volte il carico dello stesso blocco ancora verde.
Una volta abbattuto e ridotto in tavole, il legno esposto all'aria aperta (stagionatura) comincia lentamente a cedere l'acqua al suo interno all'aria circostante, uscendo molto facilmente e velocemente dalle cellule poste sui bordi o le testate, e più difficilmente dalle cellule in profondità (travaso da cellula a cellula). Questo darà luogo a delle spaccature sulle testate delle tavole. Quando l'umidità del legno scende al di sotto del PSF il legno comincia a ritirarsi e a deformarsi.
Con la stagionatura naturale si ottiene del legname con umidità pari al 15-16%, dettata dall'umidità di equilibrio del legno con le condizioni dell'ambiente esterno. I tempi di essiccazione sono molto lunghi (da 6 mesi a due anni) con conseguente immobilizzo di capitali.

## Utilizzi

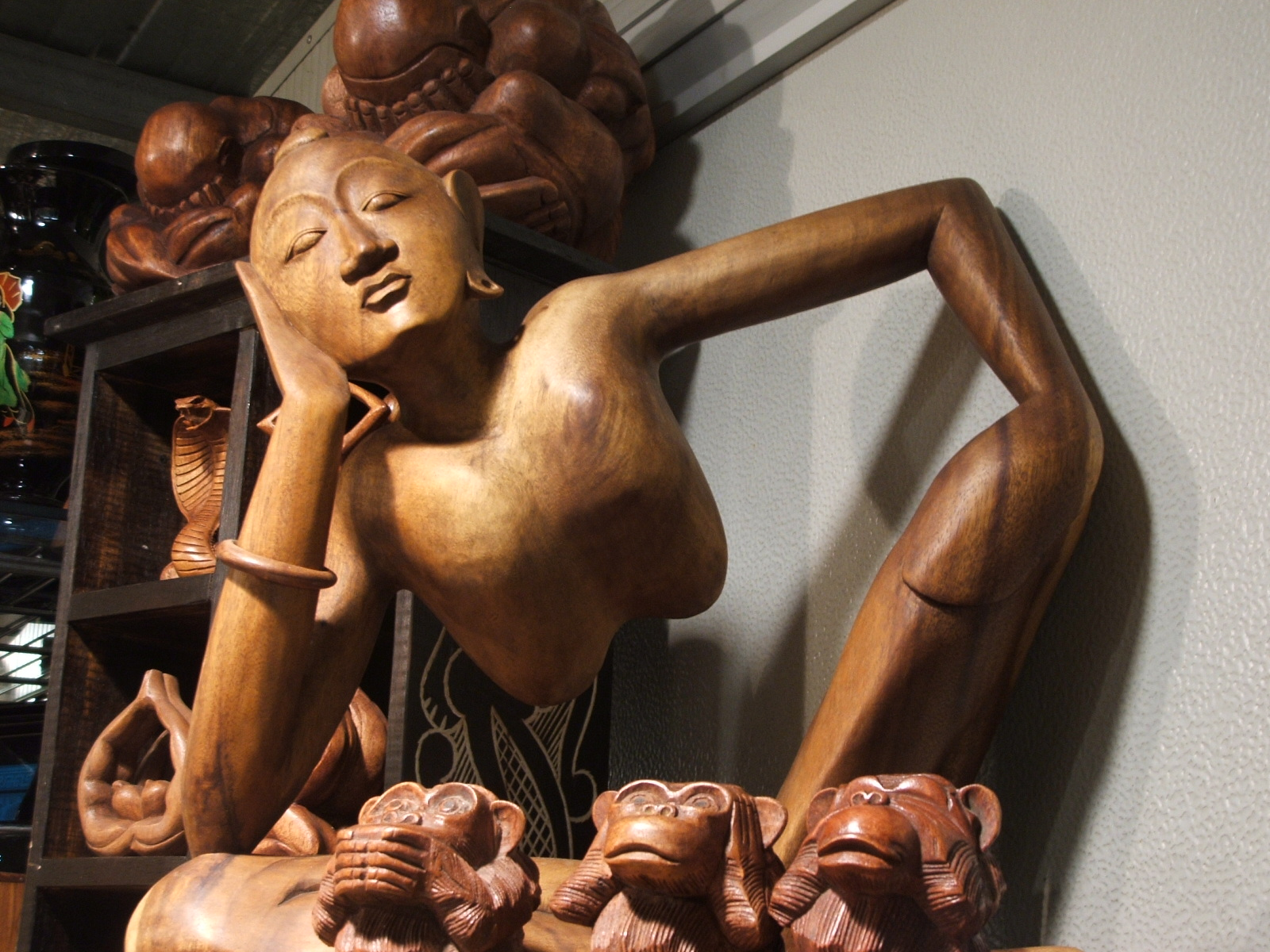
Una scultura in legno

Come nel resto del mondo, anche in Italia il legno strutturale è stato largamente usato come materia prima per la costruzione di case e altri edifici fino agli anni venti del XX secolo. 
Successivamente è stato sostituito dal mattone e dal cemento.
Oggi sta riacquistando la sua importanza, grazie anche ad una nuova coscienza ambientale.
Gli elementi dell'arredamento sono frequentemente realizzati in legno, così pure come rivestimento (pavimenti in legno, pannellature ecc.).
L'uso più importante per l'evoluzione della civiltà umana è però legato alla scoperta del fuoco e al suo utilizzo come fonte di energia, che permise agli uomini preistorici di cucinare, scaldarsi e difendersi dagli animali. 
Il suo utilizzo come fonte energetica principale è continuato per tutta la storia dell'umanità fino a tutto il XVIII secolo, quando cominciò ad essere sostituito dal carbone, dal potere calorifico più elevato e più adeguato per le nascenti necessità industriali.
Il legno è stato utilizzato in età preistorica anche per realizzare manufatti utili alla vita quotidiana degli ominidi; nel sito archeologico di Poggetti Vecchi in provincia di Grosseto, sono stati ritrovati utensili realizzati in legno, bastoni lunghi più di 1 metro, arrotondati a un'estremità e appuntiti all'altra, utilizzati per macellare le prede, probabilmente realizzati da individui della specie Homo neanderthalensis, risalenti a 170 000 anni dal presente.
Se bruciato nelle efficienti stufe moderne e prelevato da foreste appositamente coltivate, il legno può essere una fonte di energia rinnovabile.
Lo studio dell'accrescimento degli anelli degli alberi (dendroclimatologia) è una branca della paleoclimatologia.